# Oktay Kazan
Oktay Kazan (* 23. Oktober 1998 in Wien) ist ein österreichischer Fußballtorwart.

## Karriere
Kazan begann seine Karriere bei Fenerbahce Wien. Im März 2010 wechselte er zum SC Ostbahn XI. Im September 2012 kam er in die Jugend des First Vienna FC. Im September 2014 debütierte er für die zweite Mannschaft der Vienna in der 2. Landesliga. In seiner ersten Saison kam er zu acht Einsätzen in der fünfthöchsten Spielklasse. Zur Saison 2015/16 rückte er in den Kader der Regionalligamannschaft der Wiener, kam aber in jener Spielzeit noch nicht zum Zug. Im Oktober 2016 gab er dann sein Debüt in der Regionalliga. In der Saison 2016/17 absolvierte er sechs Regionalligapartien und wurde mit den Döblingern Meister, die Vienna verzichtete aber auf einen Aufstieg. Nach der Saison 2016/17 verließ Kazan das Team.
Nach mehreren Monaten ohne Klub wechselte der Tormann im Jänner 2018 zum FC Karabakh. Dort kam er bis zum Ende der Saison 2017/18 dreimal in der Ostliga zum Einsatz. Nach einem weiteren Einsatz in der Hinrunde der Saison 2018/19 für das mittlerweile FC Mauerwerk genannte Team kehrte Kazan im Februar 2019 zur mittlerweile nur noch fünftklassigen Vienna zurück.
Für die Vienna kam er bis zum Ende der Saison 2018/19 kam er zu 14 Einsätzen in der 2. Landesliga, mit dem Team stieg er als Meister in die Wiener Stadtliga auf. In der COVID-bedingt abgebrochenen Spielzeit 2019/20 absolvierte er elf Partien in der vierthöchsten Spielklasse. In der verkürzten Saison 2020/21 absolvierte er 13 Partien in der Stadtliga, mit dem Team folgte zu Saisonende die Rückkehr in die Ostliga. Nach dem Aufstieg wurde Kazan allerdings im Tor vom Neuzugang Andreas Lukse verdrängt. In der Saison 2021/22 spielte er zehnmal, mit der Vienna marschierte er als Ostliga-Meister in die 2. Liga durch.
Nach dem Aufstieg debütierte er im Oktober 2022 in der 2. Liga, als er am 13. Spieltag der Saison 2022/23 gegen den Grazer AK in der Startelf stand. Insgesamt kam er zu zwei Zweitligaeinsätzen für die Vienna. Nach der Saison 2022/23 verließ er die Wiener. Nach einem halben Jahr ohne Verein kehrte er im Februar 2024 zum Regionalligisten Mauerwerk zurück.